# Посејдон
Посејдон (грч. Poseidon) бог је мора из грчке митологије, син титана Хрона и његове жене Реје, бог мора, олује, земљотреса и коња. Његов римски еквивалент је Нептун.
У преолимпијској Грчкој из бронзаног доба поштован је као главно божанство у Пилосу и Теби. Он је имао и култну титулу „земљотресача”. У митовима о изолованој Аркадији повезан је са Деметром и Персефоном и био је поштован као коњ, међутим чини се да је првобитно био бог вода. Он је често сматран кротитељем или оцем коња, а ударцем свог трозупца створио је изворе који су повезани са речју коњ.
Посејдон је био заштитник помораца и многих хеленских градова и колонија. Хомер и Хесиод сугеришу да је Посејдон постао господар мора након пораза свог оца Хрона, када је свет био подељен жребом између његова три сина; Зевсу је дато небо, Хаду подземни свет, а Посејдону море, а Земља и планина Олимп припадали су свој тројици. У Хомеровој Илијади, Посејдон подржава Грке против Тројанаца током Тројанског рата и у Одисеји, током морског путовања од Троје назад кући у Итаку, грчки јунак Одисеј изазива Посејдонов бес, ослепљујући његовог сина Киклопа Полифема, што резултира Посејдоновом кажњавању олујама, потпуним губитком брода и сапутника и десетогодишњим закашњењем. Посејдон је такође тема Хомерске химне. У Платоновом Темеју и Критији легендарно острво Атлантида било је Посејдонов домен.
Атина је постала богиња заштитница града Атине након надметања са Посејдоном, а он је остао на Акропољу у облику свог сурогата Ерехтеја. После борбе, Посејдон је послао монструозну поплаву на Атичку равницу, да казни Атињане због тога што га нису изабрали.

## Етимологија
Посејдоново име вероватно је изведено од грчких речи ποσις, posis — „мушкарац”, „муж” и δα, da — „земља”.

## Култ
Осим у римској митологији где је био поштован као Нептун, Посејдон је своје пандане имао и у илирској митологији — Родон, те у етрушчанској — Нетунс. У микенској је култури био поштованији од самог Зевса, а натписи с његовим именом пронађени су на бројним споменицима и натписима.
Поморци су му се молили за сигурна путовања, а каткад су утапали коње као жртве. Посејдон је заузврат стварао мирно море и нова острва. Кад је био увређен или игнорисан, својим би трозубом ударио тло те би узроковао бродоломе, потресе, утапања и олује.
У Риму је био првенствено поштован као бог коња — Neptune Equester, заштитник коњских трка. Постојао је његов храм у близини коњских тркаћих стаза у Риму — Circus Flaminius, а такође и један у месту Campus Martius где се славила свечаност Neptunalia 23. јула.

## Карактеристике
Посејдон је приказиван у својој кочији коју су вукли нилски коњи или обични коњи који су се могли јахати по мору. Био је приказиван и с делфинима те с рибама трозупкама. Његова је палата била на океанском дну, саздана од корала и драгуља.

## Митологија
У грчкој митологији Посејдон је бог мора, земљотреса и коња. Римљани су имали инспирацију из грчке митологије па су у својој римској митологији измислили бога мора Нептуна, а у етрурћанској Нетунса.
Као и сву његову браћу и сестре, и Посејдона је прогутао његов отац, али је и Посејдона, као и сву осталу браћу и сестре је ослободио Зевс, најмлађи син Хроноса. Зевс је тада збацио са власти свога оца и преузео власт. Преузевши власт, Зевс је поделио земљу на три дела, јер је наводно била превелика. Посејдону је дао море, Хаду подземни свет, а за себе је задржао земљу и небо.
Када је био добре воље Посејдон би стварао нова острва и море би било мирно, а када је био лоше воље, уз помоћ свог трозупца, подстицао је земљотресе, потапање бродова и дављења. Живео је у палати на дну мора која је направљена од корала и дијаманата. Имао је много деце са много жена, како са богињама тако и са смртним женама. Нека од његове деце су:
- Тритон од Амфитрите
- Полифем од Тоосе
- Антеј од Геје
- Орион од Еуријале
- Пелија и Нелеј од Тире
- Пегас и Хрисаор од Медузе
- Атлант од Клито
- Батамос од Хромагуса и многи други.

Пошто је окруживао земљу, а самим тим и утицао на њу, познат је и по именима Космозостис, Космосистис, Месопонтиос, Пелагиос, Понтократор и многим другим. Борио се са Атином око тога чији је град Атина. Пошто је изгубио, наљутио се и Атињанима створио само изворе слане воде.

### Рођење и детињство
Посејдон је био Хронов и Рејин син. Као и његову браћу и сестре, прогутао га је његов отац. Касније их је спасио Зевс присиливши свог оца да их све поврати. Зевс, Хекатонхири, Гиганти и Киклопи свргнули су Хрона и остале Титане. Према другој верзији мита, Посејдона су одгајили Телхини, становници острва Родоса. Кад је свет подељен на три дела, Зеус је добио земљу и небо, Хад подземље, а Посејдон море.

### Љубавници
- Његова жена била је Амфитрита, Нерејева и Доридина кћи, нимфа и морска богиња. С њом је имао синове Тритона и кћер Роду.
- Посејдон се заљубио у Пелопа, прекрасног младића, Танталова сина. Одвео га је на Олимп и учинио га својим љубавником, пре него што је то учинио Зеус с Ганимедом. Да би му захвалио за његову љубав, Посејдон је Пелопу дао крилату кочију коју је искористио у утрци с Еномајем за Хиподамијину руку.
- Посејдон је такође силовао Етру која је после родила Тезеја.
- Имао је везу с Алопом, а њен отац ју је закопао живу. Посејдон ју је претворио у истоимени извор у Елеузини.
- Посејдон је спасио Амимону од развратног сатира, а заједно су имали дете — Науплија.
- С Медузом је имао сношај на поду Атининог храма. Због тога је Медуза претворена у чудовиште. Кад је после Персеј обезглавио Медузу, из њена су врата рођени Пегаз и Хрисаор.
- Посејдон је спавао с Кенидом, а потом испунио њену жељу и претворио је у мушкарца — Кенеја.
- Смртница Тира била је удата за Кретеја, али волела је Енипеја, речног бога, који ју је одбијао. Једног се дана пожудни Посејдон прерушио у Енипеја и спавао с Тиром. Потом је она родила близанце Пелију и Нелеја.
- У старијем облику морске богиње, Деметра је била предмет Посејдонове пожуде. Она му је одолевала и сакрила се у крдо коња. Посејдон се претворио у пастува и навалио на њу. Деметра је због тога била бесна и отишла је да опере свој гњев у реци Ладон. Посејдону је родила кћер Деспину и коња Ариона с црном гривом. Зато је у Аркадији Деметра често била поштована као богиња с коњском главом.

### Посејдон и Атина
Атина се такмичила с Посејдоном око тога ко ће бити заштитник новог и неименованог града. Договорили су се да ће сваки од њих дати грађанима један дар па ће они изабрати који им је дражи. Посејдон је забио свој трозубац у тло и појавио се извор који им је дао могућност трговања, а и воду, али била је слана и није била за пиће. Атина им је понудила стабло маслине. Грађани су прихватили маслину, и Атину за заштитницу, јер стабло им је доносило уље, дрво и храну. Град је назван Атина.
У другој верзији приче, Посејдон је створио првог коња, али ипак је Атинин дар изабран.

### Троја
Посејдон и Аполон увредили су Зеуса и послати су да служе краљу Лаомедону. Он им је заповедио да саграде велики зид око града и обећао да ће их добро наградити, али то није и испунио. Да би се осветио, пре Тројанског рата, Посејдон је послао морско чудовиште да нападне Троју (чудовиште је после убио Херакло).
У Хомеровој Илијади Посејдон је био на страни Ахејаца, а каткад је и сам учествовао у борби против Тројанаца. Но, у 20. певању ипак је спасао Енеју од Ахилеја.
У Одисеји Посејдон мрзи Одисеја, јер је ослепио његовог сина Киклопа Полифема. Стога је послао на његову посаду олују и одгодио Одисејев повратак на Итаку. Одисеју је, након што се вратио свом дому, речено да ће морати на још једно путовање пре него што може водити срећан и миран живот, без Посејдонова гњева. Врач Тиресија рекао му је да на острву поштује Посејдона, да би ублажио његов гнев.